# 環境学
環境学（英語: Environmental Studies）は、自然環境、社会環境、都市環境など、人間の生活を取り巻く環境とその人間、動植物への影響について、物理学、化学、生物学、地球科学、社会科学、人文科学等の基礎科学からのアプローチにより研究を行う学問分野である。歴史はまだ浅いものの、様々な基礎科学分野の研究者により研究が進んでいる。環境問題に対して将来を予測しつつ総合的な対策を提案する学問分野を内包するのも特徴。

## 分野

### 地球環境
- 自然保護
- エコロジー運動
- 地球科学

### 社会環境
- 公害
- 騒音問題
- 廃棄物
- 二酸化炭素削減
- 拡大生産者責任

## 関係する学問
- 環境倫理学
- 環境法
- 国際環境法
- 環境経済学
- 環境社会学
- 環境政策学
- 環境心理学
- 環境化学
- 環境考古学
- 環境史（英語版）
- 環境工学
- 環境デザイン
- 地質学
- 地理学
- 生態学
- 生物地球化学